# يولاندا بيريز
يولاندا بيريز (بالإنجليزية: Yolanda Pérez)‏ هي مغنية مؤلفة وملحنة ومغنية أمريكية، ولدت في 20 مايو 1983 في لونغ بيتش في الولايات المتحدة.

## وصلات خارجية
- يولاندا بيريز على موقع ميوزك برينز (الإنجليزية)